# Augustine Courtauld
Pour les articles homonymes, voir Courtauld.
Augustine Courtauld, né le 26 août 1904 à Bocking (Essex) et mort le 3 mars 1959 à Great Yeldham, est un explorateur et météorologue britannique.
Il est essentiellement connu pour avoir occupé durant un hiver entier, en solitaire, la station d'observation météorologique d'Icecap, située à l'intérieur du Groenland en 1930–1931.

## Biographie
Courtauld est né à Bocking. Il est le fils de Samuel Augustine Courtauld JP (1865-1953) et l'arrière-petit-fils de l'industriel George Courtauld (1802-1861). Il est le cousin de l'industriel britannique Samuel Courtauld, fondateur de l'institut Courtauld et de Sydney Courtauld, qui a épousé l'homme politique Rab Butler,.
Il fait ses études à la Charterhouse School et au Trinity College de Cambridge, dont il est diplômé en 1926.
En 1926, il rejoint l'expédition estivale de James Wordie dans l'est du Groenland en tant que photographe. L'année suivante, il voyage avec Francis et Peter Rodd dans le massif de l'Aïr, au sud du Sahara. Il tente sans succès de devenir agent de change, puis retourne au Groenland à l'été 1929 pour une autre expédition avec Wordie.
Lors des vols pionniers propulsés au-dessus de l'océan Atlantique dans les années 1920, il est évident qu'une route entièrement océanique n'est pas optimale, en particulier lors de vols d'est en ouest. Les routes du Grand cercle reliant une grande partie de l'Europe à une grande partie de l'Amérique du Nord s'approchent ou passent au-dessus du Groenland, et les forts vents du courant-jet incitent davantage les voyageurs se dirigeant vers l'ouest à emprunter une route vers le nord. Cependant, au cours des années 1920, peu de choses sont connues sur les conditions climatiques du littoral du Groenland, et on ne sait presque rien du temps qu'il fait à l'intérieur du Groenland pendant l'hiver polaire. L'expédition dirigée par Gino Watkins en 1930-1931, la British Arctic Air Route Expedition, a pour but de recueillir des données visant à résoudre ces énigmes.
Courtauld rejoint l'expédition Watkins et se porte volontaire pour effectuer des observations météorologiques à Icecap Station, un poste spécialement construit au sommet de la calotte glaciaire du Groenland, à 2 600 m au-dessus du niveau de la mer et à 180 km à l'ouest de la base principale de l'expédition. Il sert comme observateur solo à ce poste pour une période de service de cinq mois au plus fort de l'hiver 1930-1931. Watkins et d'autres membres de l'expédition le relèvent le 5 mai 1931, juste au moment où le carburant de Courtauld s'épuise, en partie parce que deux de ses boîtes de paraffine ont fui. Plus tard dans l'expédition, avec Percy Lemon et Gino Watkins, Courtauld effectue un voyage en bateau ouvert de 1 111 km autour de la King Frederick VI Coast (en), au sud du Groenland.
À son retour en Angleterre, il reçoit la Médaille polaire, en argent, avec un fermoir inscrit « Arctique, 1930-1931 ».
Courtauld est ensuite membre du groupe qui a réalisé la première ascension du Gunnbjørn (3 963 m), la plus haute montagne de l'Arctique, en 1935.

### Seconde Guerre mondiale
Courtauld sert tout au long de la Seconde Guerre mondiale en tant qu'officier dans la Royal Naval Reserve. Il est détaché auprès du Commando 14 qui comprend les explorateurs polaires, David Haig-Thomas et Andrew Croft et des hommes du RNVR. Ils se spécialisent dans l'utilisation de canoës pour les attaques de mines limpets dans les eaux arctiques.

### Vie privée
Courtauld épouse Mollie Montgomerie dans la cathédrale de Southwark en 1932. Le couple aura six enfants.
En 1953, il devient haut shérif d'Essex, une nomination également occupée autrefois par son oncle William Courtauld (en), le dernier baronnet. Cependant, cette même année, il tombe malade de la sclérose en plaques.
Il crée en 1956 l'Augustine Courtauld Trust pour aider des causes qui « autrement n'auraient pas reçu beaucoup d'aide ».
Les complications liées à la sclérose en plaques l'emportent en mars 1959.
Le 21 octobre 1959, sa veuve épouse le ministre de l'Intérieur conservateur Rab Butler, dont l'épouse, la cousine d'Augustine, Sydney Courtauld, était décédée en 1954. Lady Butler, est morte quant-à elle le 18 février 2009 à l'âge de 101 ans.

## Hommages
- Le 28 mai 2011, une équipe conjointe anglo-russe d'alpinistes a gravi un sommet inédit (~ 3 150 m), de facto le dernier sommet non gravi à proximité du Gunnbjørn dans la chaîne de Watkins au Groenland. D'un commun accord, le parti a décidé de nommer le sommet mont Augustine Courtauld, souvent appelé simplement mont Augustine par souci de brièveté, en sa mémoire[10],[11].
- Le glacier Courtauld près de Lemon Range (en) dans l'est du Groenland et le mont Courtauld en terre de Palmer, en Antarctique, portent également son nom[12].
- Augustine Courtauld a fait l'objet d'un épisode du podcast Futility Closet (en) en 2017[13], racontant son séjour à la station météorologique du Groenland.